# Edward Glaser
Edward Glaser (26 de diciembre de 1918 - 28 de agosto de 1972) fue un hispanista estadounidense de origen austriaco.
Estudió en la Universidad de Viena y luego emigró a los Estados Unidos; estuvo dos años en el ejército durante la Segunda Guerra Mundial. Dio clases en la Universidad de Wayne y realizó su doctorado en Harvard, donde dio clases de Literatura Española hasta que marchó en 1959 a la Universidad de Míchigan. Dedicó gran número de trabajos al teatro, la novela picaresca, Garcilaso de la Vega etcétera y es autor de unos Estudios hispano-portugueses. Relaciones literarias del Siglo de Oro, Valencia: Castalia, 1957.